# Friedrich Kienecker
Friedrich Kienecker (* 12. Mai 1920; † 12. November 1997) war ein deutscher Germanist.

## Leben
Nach der Promotion zum Dr. phil. in Münster am 16. Juli 1951 und zum Dr. theol. am 9. Juni 1964 ebenda wurde er Professor für deutsche Sprache und Didaktik des Deutschunterrichts in Paderborn.
1967 war er Gastgeber von Diskussionsrunden in der Fernsehreihe Was geht uns das an? die unregelmäßig im Nachmittagsprogramm der ARD liefen.

## Schriften (Auswahl)
- Der Mensch im modernen Drama. Ein Handreichung zur Interpretation. Essen 1973, ISBN 3-87497-103-1.
- Der Mensch in der Literatur des Experiments. Eine Handreichung zur Interpretation. Essen 1974, ISBN 3-87497-112-0.
- Es sind noch Lieder zu singen. Beispiele moderner christlicher Lyrik. Essen 1978, ISBN 3-87497-137-6.
- Dialog vor offenem Horizont. Beiträge zum Gespräch zwischen Religion und Literatur. Würzburg 1991, ISBN 3-89247-052-9.